# Otto von Homeyer
Otto Paul Rudolph von Homeyer (* 26. Oktober 1853 in Deyelsdorf; † 2. Februar 1924) war ein preußischer Generalleutnant.

## Leben

### Herkunft
Otto war das älteste von neun Kindern des Pastors Rudolf von Homeyer (1817–1869) und dessen Ehefrau Luise, geborene Wendorff (1834–1897).

### Militärkarriere
Nach dem Besuch des Gymnasiums in Stralsund trat Homeyer am 25. März 1872 als Dreijährig-Freiwilliger in das 7. Rheinische Infanterie-Regiment Nr. 69 der Preußischen Armee ein und avancierte bis Mitte Oktober 1873 zum Sekondeleutnant. Zum 1. Oktober 1878 folgte seine Kommandierung auf ein Jahr zur Dienstleistung beim 1. Pommerschen Feldartillerie-Regiment Nr. 2. Mitte März 1884 stieg Hoymeyer zum Premierleutnant auf, war von Mitte August 1887 bis Mitte November 1889 als Inspektionsoffizier zur Kriegsschule Anklam kommandiert und kehrte anschließend mit der Beförderung zum Hauptmann in den Truppendienst zurück. Bis zum 26. Januar 1900 fungierte er als Kompaniechef und wurde dann als überzähliger Major in das Infanterie-Regiment „von Horn“ (3. Rheinisches) Nr. 29 versetzt. Daran schloss sich ab dem 18. Mai 1901 eine Verwendung als Kommandeur des II. Bataillons im Infanterie-Regiment „Graf Bülow von Dennewitz“ (6. Westfälisches) Nr. 55 an. Dort rückte er Ende 1906 in den Regimentsstab in Detmold auf und avancierte am 10. April 1906 zum Oberstleutnant. Am 20. Februar 1909 zunächst mit der Führung des Infanterie-Regiments „Herwarth von Bittenfeld“ (1. Westfälisches) Nr. 13 in Münster beauftragt, wurde Homeyer am 20. April 1909 unter Ernennung zum Kommandeur des Verbandes zum Oberst befördert. In dieser Eigenschaft erhielt er anlässlich des Ordensfestes im Januar 1911 den Roten Adlerorden III. Klasse mit Schleife. Mit Wirkung zum 1. Oktober 1912 erfolgte am 13. September 1912 seine Ernennung zum Kommandeur der 33. Infanterie-Brigade in Altona. Ein Jahr später wurde Homeyer zum Inspekteur der Landwehr-Inspektion Graudenz ernannt.
Mit Ausbruch des Ersten Weltkriegs erhielt Homeyer das Kommando über die 69. Reserve-Infanterie-Brigade, die der 36. Reserve-Division unterstellt war. Mit seiner Brigade war er in die Schlachten bei Tannenberg und an den Masurischen Seen eingebunden. Am 6. Dezember 1914 übergab er das Kommando an Hans von der Esch und wurde Kommandeur einer nach ihm benannten Brigade, die sich aus dem Grenadier-Regiment „König Friedrich Wilhelm IV.“ (1. Pommersches) Nr. 2, dem Ersatz-Regiment „Königsberg“, Artillerie und weiteren Truppenteilen zusammensetzte. Homeyer nahm weiterhin an den Kämpfen an der Ostfront teil. Zum 18. September 1915 ging aus seiner Brigade die 174. Infanterie-Brigade hervor, die zunächst in Lettland vor Jakobstadt in Stellungskämpfen lag. Dort erhielt Homeyer am 27. Januar 1916 den Charakter als Generalleutnant. Ende Oktober 1916 verlegte er mit seinem Großverband auf den Rumänischen Kriegsschauplatz, kämpfte am Argesch, bei Rimnicul-Sarat sowie an der Putna, bevor er am 5. April 1917 mit Pension zur Disposition gestellt wurde. Nach seiner Verabschiedung verlieh ihm Wilhelm II. in Würdigung seiner Verdienste im November 1917 den Kronen-Orden II. Klasse mit Stern und Schwertern.

### Familie
Aus der am 29. März 1890 in Frankfurt (Oder) geschlossenen Ehe mit Hildegard Protzen gingen die beiden Töchter Helga (* 1896) und Ingeborg (* 1904) hervor.